# Fritz Wolmarans
 Fritz Wolmarans  nacido el 7 de marzo de 1986, en Bloemfontein, Sudáfrica, es un tenista profesional.

## Carrera
Su ranking individual más alto logrado en el ranking mundial ATP, fue el nº 198 el 16 de mayo de 2011. Mientras que en dobles alcanzó el puesto nº 412 el 7 de febrero de 2011.
Hasta el momento ha obtenido 2 títulos de la categoría ATP Challenger Series, uno de ellos en la modalidad de individuales y el otro en dobles.

### Copa Davis
Desde el año 2006 es participante del Equipo de Copa Davis de Sudáfrica. Tiene en esta competición un récord total de partidos ganados/perdidos de 8/1 (4/1 en individuales y 4/0 en dobles).

## Títulos; 2 (1 + 1)
| Leyenda                     | Individuales | Dobles |
| --------------------------- | ------------ | ------ |
| Grand Slam                  | 0            | 0      |
| ATP World Tour Finals       | 0            | 0      |
| ATP World Tour Masters 1000 | 0            | 0      |
| ATP World Tour 500 Series   | 0            | 0      |
| ATP World Tour 250 Series   | 0            | 0      |
| ATP Challenger Series       | 1            | 1      |

### Individuales
| N.º | Fecha      | Torneo                 | Superficie | Oponentes en la final | Resultado           |
| --- | ---------- | ---------------------- | ---------- | --------------------- | ------------------- |
| 1.  | 20.03.2011 | Challenger de Rimouski | Dura(i)    | Bobby Reynolds        | 6-7(2), 6-3, 7-6(3) |

### Dobles
| N.º | Fecha      | Torneo              | Superficie | Compañero       | Oponentes en la final          | Resultado |
| --- | ---------- | ------------------- | ---------- | --------------- | ------------------------------ | --------- |
| 1.  | 19.09.2010 | Challenger de Tulsa | Dura       | Andrew Anderson | Brett Joelson Chris Klingemann | 6–2, 6–3  |